# ناو کلاس ناگارا
کروزر کلاس نگارا (به انگلیسی: Nagara-class cruiser) یک کلاس از کشتی است که طول آن ۱۶۲٫۱ متر (۵۳۱ فوت ۱۰ اینچ) می‌باشد.